# Карсунка (приток Подкумка)
Карсунка — река в России, протекает по Карачаево-Черкесии. Устье реки находится в 145 км по левому берегу реки Подкумок. Длина реки составляет 15 км, площадь водосбора 64,3 км². Высота истока — выше 1806 м над уровнем моря. Высота устья — ниже 1305 м над уровнем моря.
Имеет левый приток — реку Хуштусу.

## Данные водного реестра
По данным государственного водного реестра России относится к Западно-Каспийскому бассейновому округу, водохозяйственный участок реки — Подкумок от истока до города Кисловодск. Речной бассейн реки — Бессточные районы междуречья Терека, Дона и Волги.
Код объекта в государственном водном реестре — 07010000412108200001760.